# Silent Cries and Mighty Echoes
Silent Cries and Mighty Echoes is het achtste muziekalbum van de Duitse muziekgroep Eloy. Het album dat in november en december 1978 is opgenomen gaat door waar het vorige studioalbum Ocean was gebleven; relatief lange tracks. De Sound N Studio in Keulen was de plaats van handeling. Het album zou niet de verkoopcijfers halen van Ocean; het album klinkt minder samenhangend en de muzikale smaak van het publiek was aan het veranderen; de progressieve rock in het algemeen kreeg het moeilijk. Het is het laatste album in de onderstaande samenstelling. Bornemann en Matziol moesten opnieuw beginnen. 
Het album verscheen in 1989 met een minimum aan gegevens; in 2000 verscheen een verbeterde versie met bonustracks.

## Musici
De muziek is van Eloy, de teksten zeer waarschijnlijk van Rosenthal; dat was bij her vorige album het geval, maar werd hier niet als zodanig vermeld.
- Frank Bornemann – zang, gitaar
- Klaus-Peter Matziol – basgitaar, zang
- Detlev Schmidtchen – toetsinstrumenten
- Jürgen Rosenthal – slagwerk en percussie

met
- Brigitte Witt – zang op The Vision

## Tracklist
| 1.                 | Astral antrance / Master of sensation                                                | 9:03  |
| 2.                 | The apocalypse (Silent cries divide the nights; The vision – Burning; Force majeure) | 14:54 |
| 3.                 | Pilot to paradise                                                                    | 7:01  |
| 4.                 | De labore solis                                                                      | 5:12  |
| 5.                 | Mighty echoes                                                                        | 7:16  |
| 6.                 | Child migration (bonustrack 2000)                                                    | 4:05  |
| 7.                 | Let the sun rise in my brain (bonustrack 2000)                                       | 3:29  |
| Totale duur: 43:26 |                                                                                      |       |